# Radar als niveaumeting in vaten

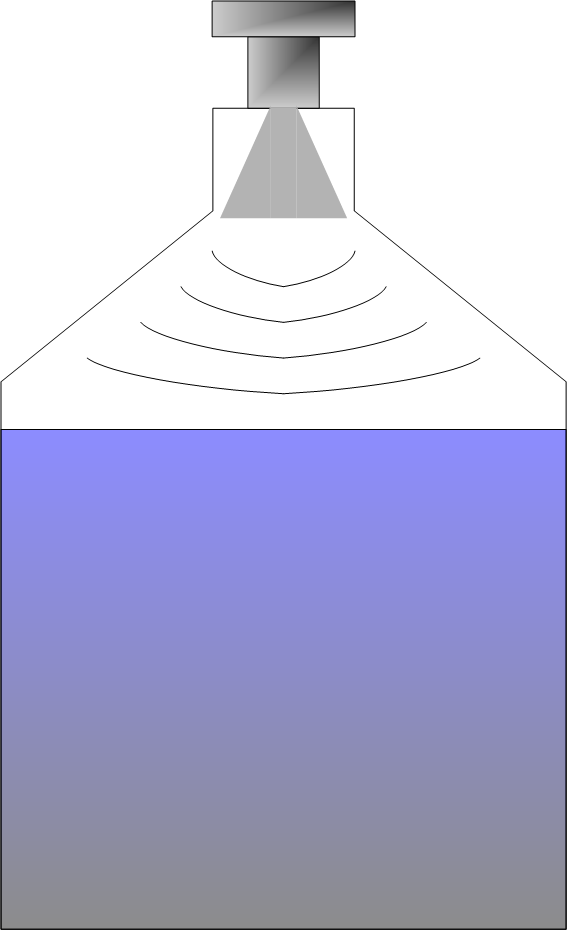
Vat

Een toepassing van radar is het gebruik voor niveaumeting in tanks en (industriële) vaten. Het principe komt overeen met ultrasone hoogtemeting. Er worden korte pulsen uitgezonden, die teruggekaatst worden door het oppervlak van de vloeistof (of de vaste stof) die in het vat aanwezig is. De tijd tussen het verzenden en het terugontvangen van de puls is de looptijd. Deze tijd is bepalend voor de hoogte van de in het vat aanwezige stof.
Het belangrijkste verschil met conventionele radar, zoals in luchtvaart en scheepvaart, is de afstand waarover gemeten wordt. Een tank of vat zal zelden hoger zijn dan 50 meter, waardoor er een andere (kortere) pulsbreedte nodig is. Dit om te voorkomen dat het front van de puls alweer bij de ontvanger teruggekeerd is terwijl het eind van de puls nog niet uitgezonden is. Bij niveaumetingen wordt meestal een pulsbreedte van 1 ns (nanoseconde) gebruikt. Een ander belangrijk verschil is dat bij niveaumetingen alleen een afstandsmeting wordt gedaan, terwijl bij conventionele radar ook de richting en soms de snelheid wordt gemeten. Voor de draaggolf is wettelijk vastgelegd dat bij niveaumetingen een frequentie van 5,8 GHz gebruikt dient te worden.
Het voordeel van meting met radar in plaats van met ultrageluid, is dat elektromagnetische golven geen medium nodig hebben om zich voort te planten, en geluid wel. Daardoor kan de sensor buiten het vat geplaatst worden, bijvoorbeeld achter glas of een andere stof die elektromagnetische golven doorlaat. Dit wordt onder andere gedaan als het vat gevuld is met een agressieve stof zoals zwavelzuur. Ook bij toepassingen in de voedingsindustrie wordt, vanuit het oogpunt van hygiëne, de sensor vaak buiten het vat zelf geplaatst, om te voorkomen dat hij in aanraking komt met de te meten stof.
De relatie tussen de gemeten tijd t en de afstand L van de sensor tot de te meten stof is als volgt:
{\displaystyle t={\frac {2L}{c}}}.
Daarin is c de lichtsnelheid in het betrokken medium.
Om de moeilijke meting van de zeer korte tijden te omzeilen maakt men wel gebruik van zogenoemde "swept frequency" radar. Daarbij wordt de frequentie met een vaste andere frequentie gevarieerd, terwijl de pulsen veel langer zijn dan hierboven beschreven. Het uitgezonden en het ontvangen signaal verschillen dan in frequentie en interfereren met elkaar. De interferentiefrequentie is een maat voor de afstand. Bij dit principe wordt de (kritische) meting van een heel korte tijd vervangen door de relatief eenvoudige meting van de lage interferentiefrequentie.

## Complicaties

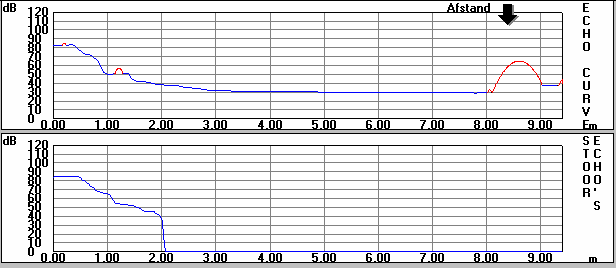
Echo

In veel vaten zitten obstakels, zoals roerders of verwarmingsspiralen. Deze kunnen valse echo's veroorzaken en zo de oorzaak van een foute meting zijn. In eerste instantie zal door de keuze van de antenne geprobeerd worden de bundel zo smal mogelijk te maken, maar dit is (bijvoorbeeld door een kleine toegangsopening in het vat) niet altijd mogelijk. In de betere industriële radars kan daarom de positie van dergelijke obstakels vooraf aangegeven worden, zodat ze de meting niet verstoren.
Zie hiervoor het scherm hiernaast, waar een scan van een gevuld en van een leeg vat onder elkaar staan. Door deze twee te vergelijken "weet" de sensor wat de stoorsignalen zijn.